# I pinguini di Madagascar (videogioco 2010)
I pinguini di Madagascar (The Penguins of Madagascar) è un videogioco videogioco d'azione e rompicapo sviluppato da Griptonite Games e pubblicato da THQ per Nintendo DS nel 2010. Il gioco contiene minigiochi esclusivi per Nintendo DSi e Nintendo 3DS. È il secondo videogioco ad avere come protagonisti i pinguini di Madagascar (dopo Madagascar: Operation Penguin, uscito nel 2005), ed è basato sulla serie animata iniziata nel 2008 I pinguini di Madagascar.

## Modalità di gioco
La squadra di pinguini composta da Skipper, Kowalski, Rico e Soldato è stata incaricata di svolgere nuove missioni folli. I quattro devono fare gioco di squadra per completare i livelli, e creare strumenti e gadget utili per andare avanti nel gioco. I pinguini di Madagascar è ricco di rompicapi ed è basato sul compimento di missioni furtive. Il giocatore alterna tra i quattro pinguini, eseguendo mosse acrobatiche "Penguin", che permettono di aprire percorsi e creare congegni stravaganti. Il gioco offre anche minigiochi e livelli bonus.
Tra i contenuti esclusivi della versione per Nintendo DSi, ci sono delle recensioni di Re Julien delle foto effettuate dal giocatore.

## Doppiaggio
| Personaggio | Doppiatore originale |
| ----------- | -------------------- |
| Skipper     | Tom McGrath          |
| Kowalski    | Jeff Bennett         |
| Rico        | John DiMaggio        |
| Soldato     | James Patrick Stuart |
| Re Julien   | Danny Jacobs         |
| Maurice     | John Cothran Jr.     |
| Mortino     | Dee Bradley Baker    |
| Marlene     | Nicole Sullivan      |
| Mason       | Conrad Vernon        |
| Alice       | Mary Scheer          |
| Burt        | Fred Tatasciore      |

## Accoglienza
Common Sense Media ha dato al gioco una valutazione di 4 stelle su 5, scrivendo "Il risolvimento strategico di rompicapi è il modo migliore di portare i pinguini di Madagascar nel mondo videoludico. È stata una scelta inaspettata e gradita da parte degli sviluppatori del gioco, e assolutamente migliore che darci semplicemente un gioco su dei pinguini che vanno in giro a schiaffeggiare nemici. I bambini dovranno davvero spremere le meningi per questi livelli divertenti e rompicapo, ma ricordando che il pubblico è costituito da bambini più piccoli, gli sviluppatori non hanno rischiato e non hanno incluso sfide troppo difficili. Sono tutte divertenti, ma fattibili – il che è grandioso. E i minigiochi basati sulla creazione di invenzioni spezzano bene il ritmo del gioco (anche se dovrai costruire lo stesso dannato ponte fin troppe volte). Lungo la strada, puoi raccogliere coni di neve che possono essere utilizzati per acquistare minigiochi, il che fornisce anche una piacevole pausa dalla pianificazione strategica".
Anche Kidzworld gli ha assegnato 4 stelle su 5, scrivendo "È un gran bel gioco che può essere giocato per brevi intervalli di tempo e poi essere ripreso più avanti".

## Seguito
Il gioco ha ricevuto un seguito nel novembre del 2011, intitolato I pinguini di Madagascar: Il ritorno del dottor Blowhole.